# Bābākhān
Bābākhān (persiska: بابا جانِ زَرّابی, باباجان, باباخان, Bābā Jān-e Zarrābī, Bābājān) är en ort i Iran.   Den ligger i provinsen Lorestan, i den västra delen av landet, 400 km sydväst om huvudstaden Teheran. Bābākhān ligger 1 883 meter över havet och antalet invånare är 663.
Terrängen runt Bābākhān är kuperad åt sydväst, men åt nordost är den platt. Terrängen runt Bābākhān sluttar österut.Runt Bābākhān är det ganska tätbefolkat, med 56 invånare per kvadratkilometer. Närmaste större samhälle är Nūrābād, 6,5 km nordost om Bābākhān. Trakten runt Bābākhān består till största delen av jordbruksmark.